# Alberto Erede
Alberto Erede (Génova, 8 de Novembro de 1908 – 12 de Abril de 2001) foi um maestro italiano.

## Biografia
Nascido em Génova, Erede estudou em sua cidade natal antes de continuar seus estudos no Conservatório Verdi, em Milão. Posteriormente, ele aprimorou suas habilidades com Felix Weingartner, em Basel, e com Fritz Busch, em Dresden. Erede fez sua estreia como maestro em 1935, em Turim, conduzindo Der Ring des Nibelungen. Ele também teve a oportunidade de reger no Festival de Salzburgo. Em 1934, foi convidado por Fritz Buschpara trabalhar em Glyndebourne, na Inglaterra, onde conduziu várias apresentações antes da Segunda Guerra Mundial. Em 1937, no Schlosstheater Schönbrunn, Erede liderou uma apresentação privada de Così fan tutte, de Mozart, para uma plateia que incluía figuras como Sigmund Freud, Stefan Zweig, Franz Werfel, Weingartner e Oskar Kokoschka.